# Miera
Miera is een gemeente in de Spaanse provincie en regio Cantabrië met een oppervlakte van 33,77 km². Miera telt 395 inwoners (1 januari 2016).

## Demografische ontwikkeling
Bron: INE, 1857-2011: volkstellingen